# Peggy Sue wyszła za mąż
Peggy Sue wyszła za mąż (ang. Peggy Sue Got Married) – amerykański komediodramat z 1986 roku w reżyserii Francisa Forda Coppoli.
Film był nominowany do Oscara w trzech kategoriach oraz w dwóch do Złotych Globów.
Nazwisko głównej bohaterki jest zapożyczone z piosenki Buddy Holly'ego Peggy Sue, która została wykorzystana w ścieżce dźwiękowej filmu.

## Fabuła
Film opowiada historię kobiety przeżywającej kryzys małżeński, która podczas balu absolwentów omdlewa i przenosi się w czasie do ostatniej klasy szkoły średniej. Zachowując świadomość dorosłej osoby, próbuje ukształtować swoje na nowo przeżywane życie, aby uniknąć już raz popełnionych błędów.

## Obsada
- Kathleen Turner – Peggy Sue
- Nicolas Cage – Charlie Bodell
- Barry Miller – Richard Norvik
- Catherine Hicks – Carol Heath
- Joan Allen – Maddy Nagle
- Leon Ames – Barney Alvorg
- Kevin J. O’Connor – Michael Fitzsimmons
- Barbara Harris – Evelyn Kelcher
- Jim Carrey – Walter Getz
- Helen Hunt – Beth Bodell
- Sofia Coppola – Nancy Kelcher

## Nominacje
Oscary za rok 1986
- Najlepsza aktorka – Kathleen Turner
- Najlepsze zdjęcia – Jordan Cronenweth
- Najlepsze kostiumy – Theadora Van Runkle

Złote Globy 1986
- Najlepsza komedia lub musical – reż. Francis Ford Coppola
- Najlepsza aktorka w komedii lub musicalu – Kathleen Turner